# Anick Jesdanun
Anick „Nick“ Jesdanun (* 16. März 1969 in Pittsburgh; † 2. April 2020 in New York City) war ein US-amerikanischer Journalist. Er war Ressortleiter bei Associated Press für Technikjournalismus.

## Leben
Die Eltern von Anick Jesdanun wanderten vor seiner Geburt aus Thailand in die USA aus. Er wurde in Pennsylvania geboren, wuchs aber in New Jersey auf. 1991 schloss er sein Studium am Swarthmore College als  Bachelor ab. Kurz darauf begann er für die Nachrichten- und Presseagentur Associated Press zu arbeiten, bei der er sein ganzes Berufsleben blieb. Er arbeitete an den Standorten in Philadelphia, Harrisburg und Washington, D.C., bevor er nach New York City wechselte. Dort wurde er der erste Journalist, der sich ausschließlich mit dem Internet beschäftigte. Später wurde er Ressortleiter für Technik.
Am 2. April 2020 starb Jesdanun im Alter von 51 Jahren während der COVID-19-Pandemie in New York City an den Folgen einer SARS-CoV-2-Infektion. Er hatte keinerlei Vorerkrankungen und war ein passionierter Marathonläufer: Nach seiner ersten Teilnahme am New-York-City-Marathon im Jahr 2002 lief er in 18 Jahren weltweit insgesamt 83 Marathons, 15 davon in New York.